# Michail Lysov
Mikhail Pavlovitsj Lysov (Russisch: Михаил Павлович Лысов) (Vladimir, 29 januari 1998) is een Russisch voormalig voetballer die doorgaans speelde als linksback. Tussen 2017 en 2021 was hij actief voor Lokomotiv Moskou.

## Clubcarrière
Lysov speelde in de jeugd van Torpedo Vladimir en maakte in 2014 de overstap naar de opleiding van Lokomotiv Moskou. Zijn debuut in het eerste elftal maakte de linksback op 18 juli 2017, toen met 1–0 gewonnen werd van Arsenal Toela. Solomon Kvirkvelia zorgde twaalf minuten na rust voor het enige doelpunt van de wedstrijd. Lysov begon aan deze wedstrijd als wisselspeler, maar na achtenvijftig minuten verving hij Anton Mirantsjoek. Lokomotiv Moskou kroonde zich in het seizoen 2017/18 tot landskampioen en Lysov kwam tot dertien optredens in de competitie. In de zomer van 2021 besloot de vleugelverdediger een punt te zetten achter zijn actieve loopbaan, vanwege 'ernstige gezondheidsproblemen'.

## Clubstatistieken
| Seizoen | Club             | Competitie   | Competitie | Competitie | Beker | Beker | Internationaal | Internationaal | Totaal | Totaal |
| Seizoen | Club             | Competitie   | Wed.       | Dlp.       | Wed.  | Dlp.  | Wed.           | Dlp.           | Wed.   | Dlp.   |
| ------- | ---------------- | ------------ | ---------- | ---------- | ----- | ----- | -------------- | -------------- | ------ | ------ |
| 2017/18 | Lokomotiv Moskou | Premjer-Liga | 13         | 0          | 1     | 0     | 5              | 0              | 19     | 0      |
| 2018/19 | Lokomotiv Moskou | Premjer-Liga | 8          | 0          | 3     | 0     | 1              | 0              | 12     | 0      |
| 2019/20 | Lokomotiv Moskou | Premjer-Liga | 1          | 0          | 0     | 0     | 0              | 0              | 1      | 0      |
| 2020/21 | Lokomotiv Moskou | Premjer-Liga | 1          | 0          | 0     | 0     | 0              | 0              | 1      | 0      |
| Totaal  | Totaal           | Totaal       | 23         | 0          | 4     | 0     | 6              | 0              | 33     | 0      |

## Erelijst
| Premjer-Liga  | 1 | 2017/18 |
| Koebok Rossii | 1 | 2018/19 |